# Cambria n.º 6
Cambria n.º 6 es un municipio rural canadiense situado en la provincia de Saskatchewan.

## Superficie
Cambria n.º 6 tiene una superficie de 813,31 km².

## Demografía
En 2021, tenía 277 habitantes, una densidad poblacional de 0,3 hab./km², y 117 viviendas.